# Charles Antenen
Charles Antenen (La Chaux-de-Fonds, 1929. november 3. – Les Bayards, Neuchâtel kanton, 2000. május 20.) svájci labdarúgócsatár, edző.